# Championnats de France de ski-alpinisme
Les Championnats de France de ski alpinisme sont des championnats nationaux organisés par la Fédération française de la montagne et de l’escalade. Ils ont lieu tous les ans, généralement entre le mois de janvier et le mois de mars. Ils se composent de trois disciplines: une épreuve d’individuel, de vertical race, de sprint et de course par équipe. 

## Format de la compétition
Pour chaque discipline le titre de champion de France ou championne de France est décerné dans les catégories U16, U18, U20, U23 et Séniors.

### Les différentes épreuves
- Le sprint[1] est une discipline d’une courte durée de 3 à 4 minutes environ. Cette épreuve physique regroupe toutes les techniques du ski alpinisme: la montée, le portage et la descente avec plusieurs passages dans des zones permettant d’effectuer des transitions rapides pour passer de la montée à la descente.

L’épreuve débute avec une partie où les athlètes partent avec les skis aux pieds et passent la plupart du temps dans des losanges pour imiter le geste des conversions. Ensuite les athlètes passent dans une zone appelée « portage » où ils portent les skis sur le sac, enfin une courte descente pour aller jusqu’à l’arrivée. 
L’épreuve est divisée en quatre temps: un passage individuel de qualification, les quarts de finale, les demi-finales et la finale. 
- L’individuel[1]est l'épreuve reine du ski alpinisme reprend les aspects de la course par équipe avec au moins trois montées et trois descentes et un passage avec les skis portés sur le sac[2]. Le parcours est de 1300 à 1500 de dénivelé pour les seniors femmes et de 1500 à 1900 pour les seniors hommes.

- La vertical race[1] s’effectue sur une montée sèche qui ne dépasse pas 700 mètres de dénivelé. Le principe est de gravir le plus rapidement possible la montée.

Tous les coureurs partent en même temps en mass-start.
- La course par équipe est une course historique du ski alpinisme qui s’effectue par équipe deux. Cette dernière reprend le format des courses individuelles avec des montées des descentes et des sections où les coureurs portent leurs skis sur le sac. Le dénivelé peut varier entre 1600 m et 3000 m.

## Palmarès

### Hommes[3]
| Date                                     | Station             | Or                                   | Argent                                 | Bronze                                 |
| Les données manquantes sont à compléter. |                     |                                      |                                        |                                        |
| 9 février 2003                           | La Tournette        | Brosse Stéphane / Gignoux Pierre     | Sbalbi Tony / Blanc Patrick            | Blanc Emmanuel / Gachet Grégory        |
| 9 avril 2004                             | Le Grand Béal       |                                      |                                        |                                        |
| 9 janvier 2005                           | Oz-en-Oisans        | Perrier Florent/ Gachet Gregory      | Champange Cyril/ Sbalbi Tony           | Blanc Bertrand/ Meilleur Vincent       |
| 25 janvier 2006                          | Bourg Saint Maurice | Perrier Florent/ Gachet Grégory      | Brosse Stephane/ Blanc Patrick         | Blanc Bertrand/ Meilleur Vincent       |
| 14 janvier 2007                          | Arvieux             | Gachet Grégory/ Perrier Florent      | Pellicier Alexandre/ Blanc Bertrand    | Sbalbi Tony/ Premat Martial            |
| 19 janvier 2008                          | Oz-en-Oisans        | Bon Mardion William/ Gachet Grégory  | Buffet Yannick/ Pellicier Alexandre    | Bonnet Nicolas/ Blanc Didier           |
| 1er février 2009                         | Pelvoux             | Gachet Grégory/ Buffet Yannick       | Perrier Florent/ Pellicier Alexandre   | Bonnet Nicolas/ Sbalbi Tony            |
| 17 janvier 2010                          | Bernex              | Pellicier Alexandre/ Perrier Florent | Gachet Grégory/ Buffet Yannick         | Bonnet Nicolas/ Blanc Philippe         |
| 16 janvier 2011                          | Oz-en-Oisans        |                                      |                                        |                                        |
| 25 mars 2012                             | Prapoutel           | Favre Valentin/ Sevennec Alexis      | Blanc Didier/ Buffet Yannick           | Piccot Adrien/ Duc Goninaz Alexandre   |
| 31 mars 2013                             | Pipay               | Gachet Xavier/ Sevennec Alexis       | Blanc Didier/ Favre Valentin           | Hirsh Idris/ Picot Adrien              |
| 9 mars 2014                              | Domaine du Tour     | Piccot Adrien/ Perrier Florent       | Blanc Didier/ Gachet Pierre François   | Sert Yoann/ Gardet Cyrille             |
| 5 avril 2015                             | Arvieux             | Sevennec Alexis/ Blanc Didier        | Favre Valentin/ Gachet Pierre François | Bochet Emilien/ Dunand-Pallaz Aurélien |
| 14 février 2016                          | Lus La Croix Haute  | Sevennec Alexis/ Blanc Didier        | Jacquemoud Mathéo/ Viret Léo           | Dunand Pallaz Aurelien/ Blanc Steven   |
| 2 avril 2017                             | Arvieux             | Gachet Xavier/ Bon Mardion William   | Sert Yoann/ Blanc Steven               | Pueyo Thomas/ Pollet-Villand Yann      |
| 31 mars 2018                             | Doucy-Valmorel      | Favre Valentin/ Blanc Didier         | Equy Samuel/ Anselmet Thibault         | Sert Yoann/ Bochet Emilien             |
| 31 mars 2019                             | Serre-Chevalier     | Equy Samuel/ Anselmet Thibault       | Blanc Arthur/ Michelon Julien          | Bouvet Eddy/ Ellmenreich Baptiste      |
| 4 avril 2021                             | Le Grand Béal       | Equy Samuel/ Anselmet Thibault       | Bon Mardion William / Sevennec Alexis  | Michelon Julien/ Eydallin Matteo       |

### Dames[3]
| Date                                     | Station             | Or                                     | Argent                                 | Bronze                                      |
| Les données manquantes sont à compléter. |                     |                                        |                                        |                                             |
| 9 février 2003                           | La Tournette        | Ducognon Valérie/ Oggeri Delphine      | Favre Corinne/ Toigo Carole            | Lathuraz Véronique/ Bourillon Nathalie      |
| 9 avril 2004                             | Le Grand Béal       |                                        |                                        |                                             |
| 9 janvier 2005                           | Oz en Oisans        | Ducognon Valérie/ Oggeri Delphine      | Lathuraz Veronique/ Bourillon Nathalie | Guigon Cathy/ Blanc Nathalie                |
| 25 janvier 2006                          | Bourg Saint Maurice | Lathuraz Véronique/ Bourillon Nathalie | Fabre Valentine/ Vaudez Muriel         | Toigo Carole/ Favre Corinne                 |
| 14 janvier 2007                          | Arvieux             | Roux Laetitia/ Favre Corinne           | Bourillon Nathalie/ Lathuraz Véronique |                                             |
| 19 janvier 2008                          | Oz-en-Oisans        | Ducognon Valérie/ Oggeri Delphine      | Favre Corinne/ Lathuraz Véronique      | Floquet Annabelle/ Blanc Marilyne           |
| 1er février 2009                         | Pelvoux             | Lathuraz Véronique/ Bourillon Nathalie | Favre Corinne/ Roux Laetitia           | Jacquemoud Magali/ Favre Sandrine           |
| 17 janvier 2010                          | Bernex              | Favre Sandrine/ Favre Corinne          | Giraud Maud/ Lathuraz Véronique        | Fabre Valentine/ Althape Patricia           |
| 16 janvier 2011                          | Oz-en-Oisans        |                                        |                                        |                                             |
| 25 mars 2012                             | Prapoutel           | Du Crest Blandine/ Favre Emilie        | Nodet Elsa/ Bozon Liaudet Marlène      | Sinicialli Julie/ Goffin Bordin Caroline    |
| 31 mars 2013                             | Pipay               | Mollaret Axelle/ Fabre Valentine       | Maneglia Marion/ Fouque Manon          | Gros Céline/Naville Tania                   |
| 9 mars 2014                              | Domaine du Tour     | Maneglia Marion/ Fabre Valentine       | Du Crest Blandine/ Bonnel Lorna        | Rudatis Alexandra/ Favre Corinne            |
| 5 avril 2015                             | Arvieux             | Bonnel Lorna/ Roux Laetitia            | Maneglia Marion/ Fabre Valentine       | Bonnel Candice/ Deplanche Laura             |
| 14 février 2016                          | Lus La Croix Haute  | Bonnel Lorna/ Roux Laetitia            | Mollard Sophie/ Gayet Elisa            | Maneglia Marion/ Bernier Melanie            |
| 2 avril 2017                             | Arvieux             | Bonnel Candice/ Bonnel Lena            | Deplanche Laura/ Milloz Adèle          |                                             |
| 31 mars 2018                             | Doucy-Valmorel      | Bonnel Candice/ Bonnel Lena            | Mollard Sophie/ Harrop Emily           | Milloz Adèle / Bonnel Lena                  |
| 31 mars 2019                             | Serre-Chevalier     | Milloz Adèle / Bonnel Lena             | Deplanche Laura/ Mollard Sophie        | Pollet-Villard Marie/ Perillat-Pessey Celia |
| 4 avril 2021                             | Le Grand Béal       | Bonnel Candice/ Bonnel Léna            | Deplanche Laura/ Harrop Emily          | Favre Corinne/ Rousset Mélanie              |

### Hommes[3]
| Date                                     | Station             | Or                  | Argent              | Bronze                 |
| Les données manquantes sont à compléter. |                     |                     |                     |                        |
| 13 janvier 2003                          | Orcières            |                     |                     |                        |
| 29 février 2004                          | Les Sybelles        | Chevalier Stephane  | Rassat Patrick      | Premat Jean-François   |
| 23 janvier 2005                          | Le Sauze            | Perrier Florent     | Brosse Stéphane     | Gachet Grégory         |
| 26 mars 2006                             | Gavarnie            | Perrier Florent     | Pellicier Alexandre | Gachet Grégory         |
| 25 février 2007                          | Thollon les Memises | Blanc Patrick       | Buffet Yannick      | Gachet Grégory         |
| 17 février 2008                          | Col de Porte        | Perrier Florent     | Gachet Grégory      | Bon Mardion William    |
| 11 janvier 2009                          | Luchon              | Bonnet Nicolas      | Premat Martial      | Fraissard Anthony      |
| 14 février 2010                          | Gresse en Vercors   | Bon Mardion William | Perrier Florent     | Blanc Didier           |
| 8 janvier 2012                           | Arêches Beaufort    | Bon Mardion William | Sevennec Alexis     | Blanc Didier           |
| 5 janvier 2013                           | Arêches             | Bon Mardion William | Jacquemoud Mathéo   | Gachet Xavier          |
| 11 janvier 2014                          | Oz en Oisans        | Jacquemoud Mathéo   | Favre Valentin      | Gachet Xavier          |
| 22 mars 2015                             | Doucy-Valmorel      | Favre Valentin      | Sert Yoann          | Gachet Pierre François |
| 9 janvier 2016                           | Méribel-Mottaret    | Bon Mardion William | Gachet Xavier       | Sevennec Alexis        |
| 14 janvier 2017                          | Méribel-Mottaret    | Bon Mardion William | Gachet Xavier       | Favre Valentin         |
| 14 janvier 2018                          | Aussois             | Gachet Xavier       | Bon Mardion William | Favre Valentin         |
| 12 janvier 2019                          | Aussois             | Gachet Xavier       | Equy Samuel         | Sevennec Alexis        |
| 18 janvier 2020                          | Courchevel          | Gachet Xavier       | Bon Mardion William | Equy Samuel            |
| 17 janvier 2021                          | Aussois             | Anselmet Thibault   | Gachet Xavier       | Equy Samuel            |
| 9 janvier 2022                           | Saint Lary          | Gachet Xavier       | Bon Mardion William | Equy Samuel            |

### Dames[3]
| Date                                     | Station             | Or                     | Argent             | Bronze                |
| Les données manquantes sont à compléter. |                     |                        |                    |                       |
| 13 janvier 2003                          | Orcières            |                        |                    |                       |
| 29 février 2004                          | Les Sybelles        | Favre Corinne          | Malavoy Valentine  | Blanc Nathalie        |
| 23 janvier 2005                          | Le Sauze            | Bourillon Nathalie     | Fabre Valentine    | Favre Corinne         |
| 26 mars 2006                             | Gavarnie            | Lathuraz Véronique     | Favre Corinne      | Ringeval Céline       |
| 25 février 2007                          | Thollon les Memises | Favre Corinne          | Bourillon Nathalie | Lathuraz Véronique    |
| 17 février 2008                          | Col de Porte        | Roux Laetitia          | Bourillon Nathalie | Lathuraz Véronique    |
| 11 janvier 2009                          | Luchon              | Althape Patricia       | Ducrest Blandine   | Montambaux Aurelie    |
| 14 février 2010                          | Gresse en Vercors   | Roux Laetitia          | Favre Sandrine     | Fabre Valentine       |
| 8 janvier 2012                           | Arêches Beaufort    | Roux Laetitia          | Du Crest Blandine  | Zanders Emmanuelle    |
| 5 janvier 2013                           | Arêches             | Roux Laetitia          | Mollaret Axelle    | Fabre Valentine       |
| 11 janvier 2014                          | Oz en Oisans        | Roux Laetitia          | Mollaret Axelle    | Maneglia Marion       |
| 22 mars 2015                             | Doucy-Valmorel      | Mollaret Axelle        | Maneglia Marion    | Bonnel Candice        |
| 9 janvier 2016                           | Méribel-Mottaret    | Roux Laetitia          | Fabre Valentine    | Deplanche Laura       |
| 14 janvier 2017                          | Méribel-Mottaret    | Roux Laetitia          | Mollaret Axelle    | Bonnel Lorna          |
| 14 janvier 2018                          | Aussois             | Roux Laetitia          | Mollaret Axelle    | Bonnel Lena           |
| 12 janvier 2019                          | Aussois             | Gachet Mollaret Axelle | Bonnel Lorna       | Milloz Adèle          |
| 18 janvier 2020                          | Courchevel          | Gachet Mollaret Axelle | Bonnel Lorna       | Deplanche Laura       |
| 17 janvier 2021                          | Aussois             | Gachet Mollaret Axelle | Bonnel Lena        | Bonnel Candice        |
| 9 janvier 2022                           | Saint Lary          | Harrop Emily           | Bonnel Lena        | Perillat Pessey Celia |

### Hommes[3]
| Date                                     | Station          | Or                    | Argent                    | Bronze                 |
| Les données manquantes sont à compléter. |                  |                       |                           |                        |
| 16 avril 2005                            | Châtel           | Perrier Florent       | Blanc Patrick             | Gachet Grégory         |
| 8 avril 2006                             | Châtel           | Blanc Patrick         | Premat Martial            | Gachet Grégory         |
| 10 mars 2007                             | Megève           | Gachet Grégory        | Blanc Patrick             | Perrier Florent        |
| 19 janvier 2008                          | Oz en Oisans     | Perrier Florent       | Buffet Yannick            | Gachet Grégory         |
| 31 janvier 2009                          | Pelvoux          | Sbalbi Tony           | Buffet Yannick            | Blanc Didier           |
| 16 janvier 2010                          | Bernex           | Sbalbi Tony           | Perrier Florent           | Buffet Yannick         |
| 29 janvier 2011                          | Arêches          |                       |                           |                        |
| 27 janvier 2012                          | Courchevel       | Buffet Yannick        | Favre Valentin            | Sevennec Alexis        |
| 2 février 2013                           | Courchevel       | Jornet Burgada Kilian | Sevennec Alexis           | Gachet Pierre François |
| 21 décembre 2013                         | Pipay            | Bon Mardion William   | Sevennec Alexis           | Jacquemoud Mathéo      |
| 3 janvier 2015                           | Méribel-Mottaret | Gachet Xavier         | Bon Mardion William       | Sevennec Alexis        |
| 19 décembre 2015                         | Pipay            | Jacquemoud Mathéo     | Gachet Xavier             | Bon Mardion William    |
| 17 décembre 2016                         | Tignes           | Gachet Xavier         | Jacquemoud Mathéo         | Sevennec Alexis        |
| 5 janvier 2018                           | Le Sauze         | Gachet Xavier         | Sevennec Alexis           | Bon Mardion William    |
| 15 décembre 2018                         | Méribel-Mottaret |                       |                           |                        |
| 14 décembre 2019                         | L'Alpe d'Huez    | Equy Samuel           | Favre Valentin            | Gachet Xavier          |
| 9 janvier 2021                           | Méribel          | Anselmet Thibault     | Pochâtes Cotilloux Gedeon | Equy Samuel            |
| 22 janvier 2022                          | Courchevel       | Anselmet Thibault     | Equy Samuel               | Sert Yoann             |

### Dames[3]
| Date                                     | Station          | Or                     | Argent               | Bronze               |
| Les données manquantes sont à compléter. |                  |                        |                      |                      |
| 16 avril 2005                            | Châtel           | Lathuraz Véronique     | Bonnevie Daniele     | Epardeau Odile       |
| 8 avril 2006                             | Châtel           | Favre Corinne          | Claus Sylvie         | Juillaguet Catherine |
| 10 mars 2007                             | Megève           | Roux Laetitia          | Lathuraz Véronique   | Juillaguet Catherine |
| 19 janvier 2008                          | Oz en Oisans     | Roux Laetitia          | Favre Corinne        | Lathuraz Véronique   |
| 31 janvier 2009                          | Pelvoux          | Roux Laetitia          | Lathuraz Véronique   | Juillaguet Catherine |
| 16 janvier 2010                          | Bernex           | Favre Corinne          | Giraud Maud          | Lathuraz Véronique   |
| 29 janvier 2011                          | Arêches          |                        |                      |                      |
| 27 janvier 2012                          | Courchevel       | Roux Laetitia          | Du Crest Blandine    | Duc Stéphanie        |
| 2 février 2013                           | Courchevel       | Mollaret Axelle        | Fabre Valentine      | Juillaguet Catherine |
| 21 décembre 2013                         | Pipay            | Roux Laetitia          | Mollaret Axelle      | Maneglia Marion      |
| 3 janvier 2015                           | Méribel-Mottaret | Roux Laetitia          | Maneglia Marion      | Fabre Valentine      |
| 19 décembre 2015                         | Pipay            | Mollaret Axelle        | Juillaguet Catherine | Fabre Valentine      |
| 17 décembre 2016                         | Tignes           | Mollaret Axelle        | Roux Laetitia        | Miro Mireia          |
| 5 janvier 2018                           | Le Sauze         | Mollaret Axelle        | Deplanche Laura      | Bonnel Lorna         |
| 15 décembre 2018                         | Méribel-Mottaret |                        |                      |                      |
| 14 décembre 2019                         | L'Alpe d'Huez    | Gachet Mollaret Axelle | Pardin Jessica       | Deplanche Laura      |
| 9 janvier 2021                           | Méribel          | Gachet Mollaret Axelle | Pardin Jessica       | Deplanche Laura      |
| 22 janvier 2022                          | Courchevel       | Gachet Mollaret Axelle | Harrop Emily         | Pardin Jessica       |

### Hommes[3]
| Date                                     | Station          | Or                    | Argent              | Bronze                |
| Les données manquantes sont à compléter. |                  |                       |                     |                       |
| 3 février 2013                           | Courchevel       | Gachet Yann           | Mottiez Robin       | Sevennec Alexis       |
| 12 janvier 2014                          | Oz en Oisans     | Gachet Yann           | Favre Valentin      | Blanc Didier          |
| 17 janvier 2015                          | Chamonix         | Sevennec Alexis       | Blanc Didier        | Theux Marcel          |
| 10 janvier 2016                          | Méribel-Mottaret | Blanc Didier          | Bon Mardion William | Sevennec Alexis       |
| 15 janvier 2017                          | Méribel-Mottaret | Bon Mardion William   | Sevennec Alexis     | Gachet Xavier         |
| 7 janvier 2018                           | Le Sauze         | Bon Mardion William   | Favre Valentin      | Sevennec Alexis       |
| 13 janvier 2019                          | Aussois          | Perillat-Pessey Joris | Anselmet Thibault   | Favre Valentin        |
| 15 décembre 2019                         | L'Alpe d'Huez    | Anselmet Thibault     | Bon Mardion William | Perillat-Pessey Joris |
| 10 janvier 2021                          | Méribel          | Anselmet Thibault     | Bon Mardion William | Ellmenreich Baptiste  |
| 8 janvier 2022                           | Val Louron       | Anselmet Thibault     | Galindo Robin       | Bon Mardion William   |

### Dames[3]
| Date                                     | Station          | Or              | Argent          | Bronze                |
| Les données manquantes sont à compléter. |                  |                 |                 |                       |
| 3 février 2013                           | Courchevel       | Silitch Nina    | Mollaret Axelle | Maneglia Marion       |
| 12 janvier 2014                          | Oz en Oisans     | Roux Laetitia   | Maneglia Marion | Favre Emilie          |
| 17 janvier 2015                          | Chamonix         | Roux Laetitia   | Fabre Valentine | Mollaret Axelle       |
| 10 janvier 2016                          | Méribel-Mottaret | Fabre Valentine | Bonnel Candice  | Bonnel Lorna          |
| 15 janvier 2017                          | Méribel-Mottaret | Roux Laetitia   | Milloz Adèle    | Fabre Valentine       |
| 7 janvier 2018                           | Le Sauze         | Roux Laetitia   | Bonnel Lorna    | Fabre Valentine       |
| 13 janvier 2019                          | Aussois          | Milloz Adèle    | Bonnel Lorna    | Bonnel Lena           |
| 15 décembre 2019                         | L'Alpe d'Huez    | Bonnel Lena     | Deplanche Laura | Bonnel Lorna          |
| 10 janvier 2021                          | Méribel          | Bonnel Lena     | Bonnel Lorna    | Perillat Pessey Celia |
| 8 janvier 2022                           | Val Louron       | Harrop Emily    | Bonnel Lena     | Perillat Pessey Celia |